# Juan Cáceres
Juan Miguel Cáceres Palomares (Chançay, 27 dicembre 1949) è un ex calciatore peruviano, di ruolo portiere.

## Carriera
Con la nazionale peruviana ha preso parte ai Mondiali 1978.

## Palmarès

### Club

#### Competizioni nazionali
- Campionato peruviano: 1

Alianza Lima: 1978